# 森克·森克森
森克·森克森（德語：Sönke Sönksen，1938年3月2日—2024年11月15日），德国前男子马术运动员。他曾代表西德参加1976年夏季奥林匹克运动会马术比赛，获得团体场地障碍赛银牌。